# Gustaf Stedt
Nils Gustaf Stedt, född 4 april 1850 i Askers socken, Örebro län, död 16 september 1904 i Stockholm, var en svensk militär. Han tillhörde ätten Stedt och var måg till Edvard och Lotten Edholm. 
Stedt blev underlöjtnant vid Smålands grenadjärbataljon 1870, vid fortifikationen 1871, och löjtnant 1876. Han var bibliotekarie vid fortifikationsstaben 1882–1886, blev kapten 1885 och major vid generalstaben 1895. Stedt var avdelningschef vid krigshistoriska avdelningen 1895–1900 och blev överstelöjtnant vid generalstaben 1898 samt vid fortifikationen 1900. Han blev chef för Svea ingenjörkår 1900 och tillförordnad chef för Fälttelegrafkåren 1902 samt överste i armén 1902. Stedt blev ledamot i direktionen över arméns pensionskassa 1903. Han invaldes som ledamot av Krigsvetenskapsakademien 1896. Stedt blev riddare av Svärdsorden 1891. Han vilar på Norra begravningsplatsen utanför Stockholm.